# Bracon biimpressus
Bracon biimpressus är en stekelart som beskrevs av Telenga 1936. Bracon biimpressus ingår i släktet Bracon och familjen bracksteklar. Inga underarter finns listade.